# Данніков П. В.
|   | a                                                                                     | b                                                                                     | c                                                                                     | d                                                                                     | e                                                                                     | f                                                                                     | g                                                                                     | h                                                                                     |   |
| 8 | c7 чорний слон · a4 білий король · e4 білий кінь · b3 чорний пішак · c2 чорний король | c7 чорний слон · a4 білий король · e4 білий кінь · b3 чорний пішак · c2 чорний король | c7 чорний слон · a4 білий король · e4 білий кінь · b3 чорний пішак · c2 чорний король | c7 чорний слон · a4 білий король · e4 білий кінь · b3 чорний пішак · c2 чорний король | c7 чорний слон · a4 білий король · e4 білий кінь · b3 чорний пішак · c2 чорний король | c7 чорний слон · a4 білий король · e4 білий кінь · b3 чорний пішак · c2 чорний король | c7 чорний слон · a4 білий король · e4 білий кінь · b3 чорний пішак · c2 чорний король | c7 чорний слон · a4 білий король · e4 білий кінь · b3 чорний пішак · c2 чорний король | 8 |
| 7 | c7 чорний слон · a4 білий король · e4 білий кінь · b3 чорний пішак · c2 чорний король | c7 чорний слон · a4 білий король · e4 білий кінь · b3 чорний пішак · c2 чорний король | c7 чорний слон · a4 білий король · e4 білий кінь · b3 чорний пішак · c2 чорний король | c7 чорний слон · a4 білий король · e4 білий кінь · b3 чорний пішак · c2 чорний король | c7 чорний слон · a4 білий король · e4 білий кінь · b3 чорний пішак · c2 чорний король | c7 чорний слон · a4 білий король · e4 білий кінь · b3 чорний пішак · c2 чорний король | c7 чорний слон · a4 білий король · e4 білий кінь · b3 чорний пішак · c2 чорний король | c7 чорний слон · a4 білий король · e4 білий кінь · b3 чорний пішак · c2 чорний король | 7 |
| 6 | c7 чорний слон · a4 білий король · e4 білий кінь · b3 чорний пішак · c2 чорний король | c7 чорний слон · a4 білий король · e4 білий кінь · b3 чорний пішак · c2 чорний король | c7 чорний слон · a4 білий король · e4 білий кінь · b3 чорний пішак · c2 чорний король | c7 чорний слон · a4 білий король · e4 білий кінь · b3 чорний пішак · c2 чорний король | c7 чорний слон · a4 білий король · e4 білий кінь · b3 чорний пішак · c2 чорний король | c7 чорний слон · a4 білий король · e4 білий кінь · b3 чорний пішак · c2 чорний король | c7 чорний слон · a4 білий король · e4 білий кінь · b3 чорний пішак · c2 чорний король | c7 чорний слон · a4 білий король · e4 білий кінь · b3 чорний пішак · c2 чорний король | 6 |
| 5 | c7 чорний слон · a4 білий король · e4 білий кінь · b3 чорний пішак · c2 чорний король | c7 чорний слон · a4 білий король · e4 білий кінь · b3 чорний пішак · c2 чорний король | c7 чорний слон · a4 білий король · e4 білий кінь · b3 чорний пішак · c2 чорний король | c7 чорний слон · a4 білий король · e4 білий кінь · b3 чорний пішак · c2 чорний король | c7 чорний слон · a4 білий король · e4 білий кінь · b3 чорний пішак · c2 чорний король | c7 чорний слон · a4 білий король · e4 білий кінь · b3 чорний пішак · c2 чорний король | c7 чорний слон · a4 білий король · e4 білий кінь · b3 чорний пішак · c2 чорний король | c7 чорний слон · a4 білий король · e4 білий кінь · b3 чорний пішак · c2 чорний король | 5 |
| 4 | c7 чорний слон · a4 білий король · e4 білий кінь · b3 чорний пішак · c2 чорний король | c7 чорний слон · a4 білий король · e4 білий кінь · b3 чорний пішак · c2 чорний король | c7 чорний слон · a4 білий король · e4 білий кінь · b3 чорний пішак · c2 чорний король | c7 чорний слон · a4 білий король · e4 білий кінь · b3 чорний пішак · c2 чорний король | c7 чорний слон · a4 білий король · e4 білий кінь · b3 чорний пішак · c2 чорний король | c7 чорний слон · a4 білий король · e4 білий кінь · b3 чорний пішак · c2 чорний король | c7 чорний слон · a4 білий король · e4 білий кінь · b3 чорний пішак · c2 чорний король | c7 чорний слон · a4 білий король · e4 білий кінь · b3 чорний пішак · c2 чорний король | 4 |
| 3 | c7 чорний слон · a4 білий король · e4 білий кінь · b3 чорний пішак · c2 чорний король | c7 чорний слон · a4 білий король · e4 білий кінь · b3 чорний пішак · c2 чорний король | c7 чорний слон · a4 білий король · e4 білий кінь · b3 чорний пішак · c2 чорний король | c7 чорний слон · a4 білий король · e4 білий кінь · b3 чорний пішак · c2 чорний король | c7 чорний слон · a4 білий король · e4 білий кінь · b3 чорний пішак · c2 чорний король | c7 чорний слон · a4 білий король · e4 білий кінь · b3 чорний пішак · c2 чорний король | c7 чорний слон · a4 білий король · e4 білий кінь · b3 чорний пішак · c2 чорний король | c7 чорний слон · a4 білий король · e4 білий кінь · b3 чорний пішак · c2 чорний король | 3 |
| 2 | c7 чорний слон · a4 білий король · e4 білий кінь · b3 чорний пішак · c2 чорний король | c7 чорний слон · a4 білий король · e4 білий кінь · b3 чорний пішак · c2 чорний король | c7 чорний слон · a4 білий король · e4 білий кінь · b3 чорний пішак · c2 чорний король | c7 чорний слон · a4 білий король · e4 білий кінь · b3 чорний пішак · c2 чорний король | c7 чорний слон · a4 білий король · e4 білий кінь · b3 чорний пішак · c2 чорний король | c7 чорний слон · a4 білий король · e4 білий кінь · b3 чорний пішак · c2 чорний король | c7 чорний слон · a4 білий король · e4 білий кінь · b3 чорний пішак · c2 чорний король | c7 чорний слон · a4 білий король · e4 білий кінь · b3 чорний пішак · c2 чорний король | 2 |
| 1 | c7 чорний слон · a4 білий король · e4 білий кінь · b3 чорний пішак · c2 чорний король | c7 чорний слон · a4 білий король · e4 білий кінь · b3 чорний пішак · c2 чорний король | c7 чорний слон · a4 білий король · e4 білий кінь · b3 чорний пішак · c2 чорний король | c7 чорний слон · a4 білий король · e4 білий кінь · b3 чорний пішак · c2 чорний король | c7 чорний слон · a4 білий король · e4 білий кінь · b3 чорний пішак · c2 чорний король | c7 чорний слон · a4 білий король · e4 білий кінь · b3 чорний пішак · c2 чорний король | c7 чорний слон · a4 білий король · e4 білий кінь · b3 чорний пішак · c2 чорний король | c7 чорний слон · a4 білий король · e4 білий кінь · b3 чорний пішак · c2 чорний король | 1 |
|   | a                                                                                     | b                                                                                     | c                                                                                     | d                                                                                     | e                                                                                     | f                                                                                     | g                                                                                     | h                                                                                     |   |

П. В. Данніков (рос. П. В. Данников; нар. 1894 — пом. 1941) — радянський шаховий композитор. Голова Луганської шахової секції (1925—1930).
Популяризатор шахової композиції на Луганщині, став одним з ініціаторів створення в Луганську наприкінці 1926 року відділення Всесоюзного об'єднання любителів шахових задач і етюдів. За його ініціативою 12 липня 1927 в газеті «Луганська правда» відкрито шаховий відділ, а Данніков став його редактором. Цей відділ пропагував творчість місцевих шахових композиторів і проводив конкурси зі складання та розв'язування задач та етюдів. Серед статей композитора: «Как решать задачи», «Понятие содержание задачи», «Как решаются задачи на обратный мат», «Красота в задачах» та інші.
Суддя першого луганського конкурсу двоходівок. Збереглося небагато його задач і етюдів. Один з етюдів зображений на діаграмі. Розв'язок: 1. Кd2! b2 2. Кc4 b1Ф Кa3+ з нічиєю.